# Cicurina simplex
Espèce
Cicurina simplex est une espèce d'araignées aranéomorphes de la famille des Cicurinidae.

## Distribution
Cette espèce se rencontre aux États-Unis au Montana, en Idaho, au Washington et en Alaska et au Canada en Colombie-Britannique et en Alberta,.

## Description

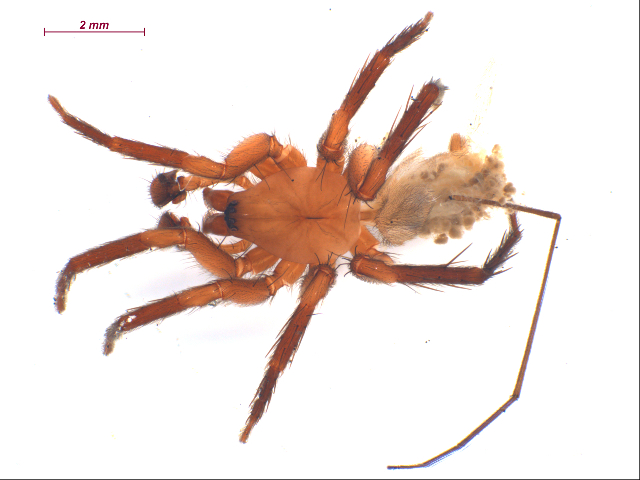
Cicurina simplex

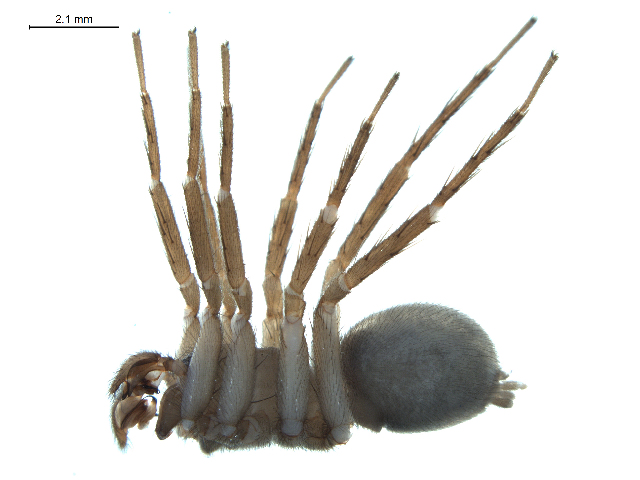
Cicurina simplex

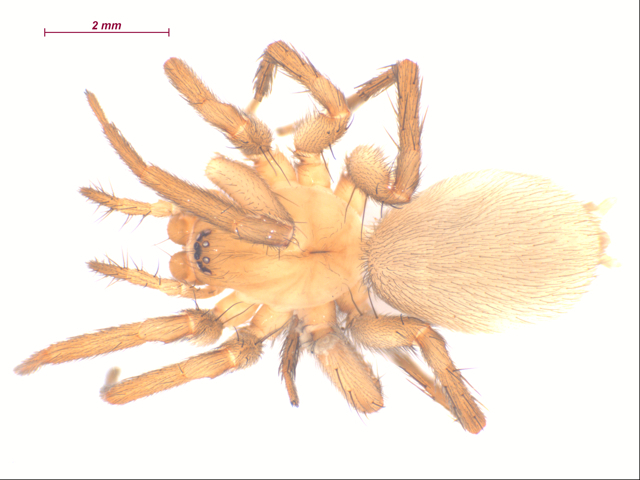
Cicurina simplex

Le mâle syntype mesure 5,8 mm et la femelle syntype 6 mm.
Les mâles mesurent de 4,60 à 6,00 mm et les femelles de 4,70 à 6,70 mm.

## Systématique et taxinomie
Cette espèce a été décrite par Simon en 1886.

## Publication originale
- Simon, 1886 : « Descriptions de quelques espèces nouvelles de la famille des Agelenidae. » Annales de la Société entomologique de Belgique, vol. 30, p. 56-61 (texte intégral).